# Calorimetría

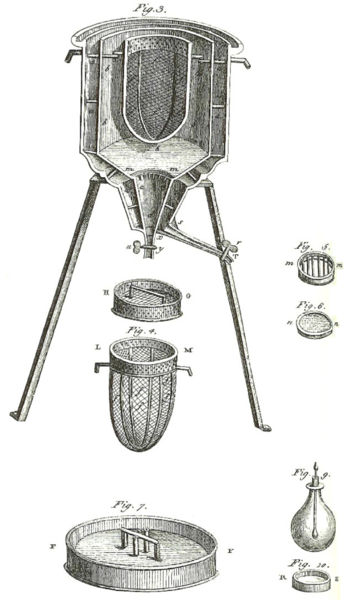
El primer calorímetro de hielo del mundo, utilizado en el invierno de 1782–83, por Antoine Lavoisier y Pierre-Simon Laplace, para determinar el calor involucrado en varios cambios químicos ; cálculos basados en el descubrimiento previo de calor latente de Joseph Black. Estos experimentos marcan los cimientos de la termoquímica.

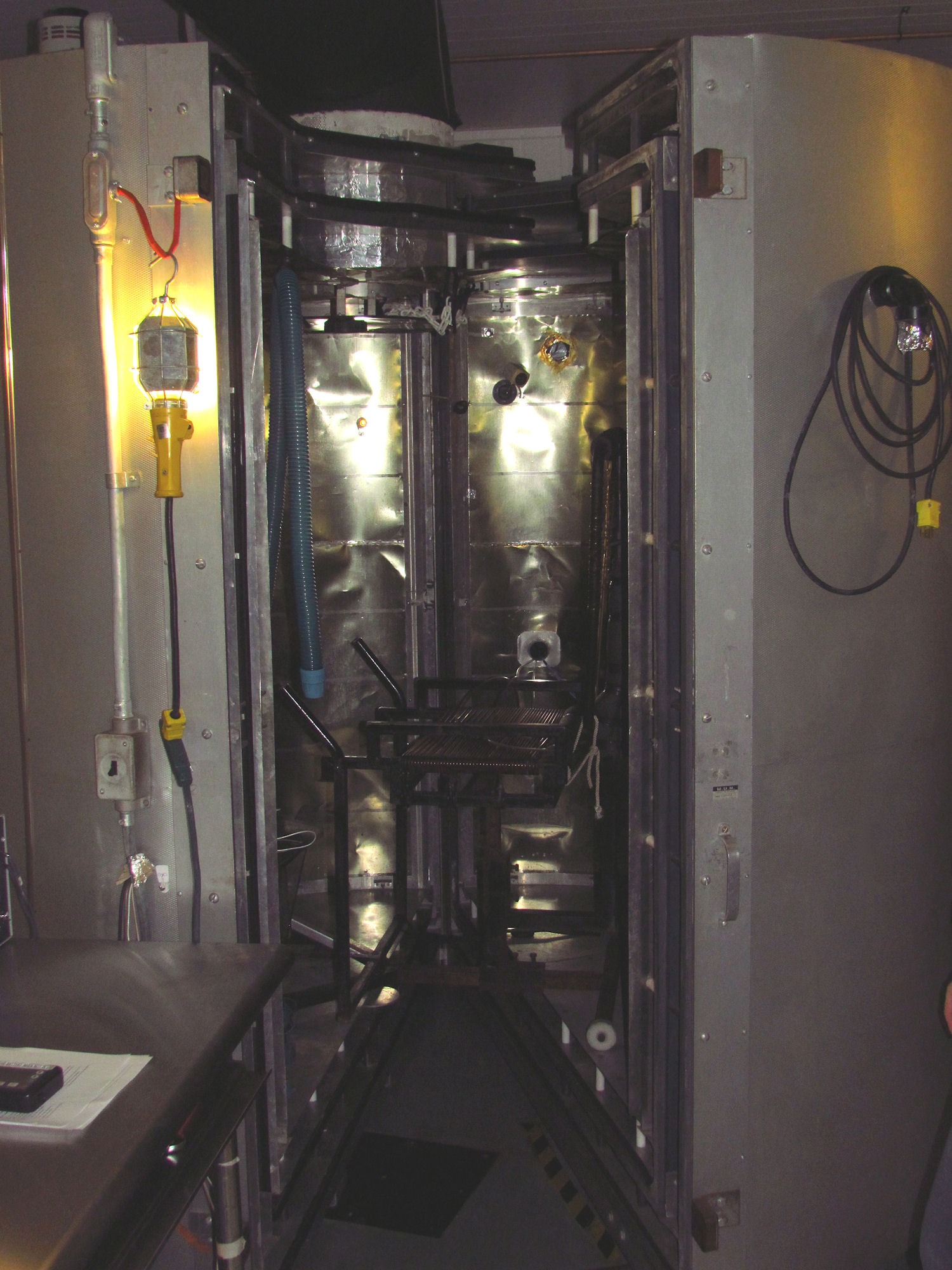
Cámara de calorimetría directa de Snellen, Universidad de Ottawa.

Carro metabólico de calorimetría indirecta que mide la captación de oxígeno y la producción de CO2 de un sujeto que respira espontáneamente (método de dilución con capota de dosel).

La calorimetría es la ciencia o el acto de medir los cambios en las variables de estado de un cuerpo con el propósito de derivar la transferencia de calor asociada con los cambios de su estado debido, por ejemplo, a reacciones químicas, cambios físicos o transiciones de fase, bajo restricciones específicas. La calorimetría se realiza con un calorímetro. La palabra calorimetría se deriva de la palabra latina calor y la palabra griega μέτρον (metrón), que significa medida. Se dice que el médico y científico escocés Joseph Black, quien fue el primero en reconocer la distinción entre calor y temperatura, es el fundador de la ciencia de la calorimetría.
La calorimetría indirecta calcula el calor que producen los organismos vivos midiendo su producción de dióxido de carbono y residuos de nitrógeno (con frecuencia amoníaco en organismos acuáticos o urea en organismos terrestres), o a partir de su consumo de oxígeno. Lavoisier observó en 1780 que la producción de calor se puede predecir a partir del consumo de oxígeno de esta manera, mediante regresión múltiple. La teoría del balance dinámico energético explica por qué este procedimiento es correcto. El calor generado por los organismos vivos también puede medirse por calorimetría directa, en la cual el organismo entero se coloca dentro del calorímetro para la medición. 
Un instrumento moderno ampliamente utilizado es el calorímetro de barrido diferencial, un dispositivo que permite obtener datos térmicos en pequeñas cantidades de material. Implica calentar la muestra a una velocidad controlada y registrar el flujo de calor hacia o desde la muestra.

## Cálculo calorimétrico clásico del calor

### Casos con ecuación de estado diferenciable para un cuerpo de un componente

#### Cálculo clásico básico con respecto al volumen
La calorimetría requiere que un material de referencia que cambia la temperatura tenga propiedades térmicas constitutivas conocidas. La regla clásica, reconocida por Clausius y por Kelvin, es que la presión ejercida por el material calorimétrico está total y rápidamente determinada únicamente por su temperatura y volumen; esta regla es para cambios que no involucran cambio de fase, como la fusión del hielo. Hay muchos materiales que no cumplen con esta regla, y para ellos, la fórmula actual de la calorimetría clásica no proporciona una explicación adecuada.  Aquí se supone que la regla clásica es válida para el material calorimétrico que se está utilizando, y las proposiciones se escriben matemáticamente: 
La respuesta térmica del material calorimétrico se describe completamente por su presión  {\displaystyle p\ } como el valor de su función constitutiva   {\displaystyle p(V,T)\ } de solo el volumen  {\displaystyle V\ } y la temperatura   {\displaystyle T\ }. Todos los incrementos se requieren aquí para ser muy pequeños.  Este cálculo se refiere a un dominio de volumen y temperatura del cuerpo en el que no se produce un cambio de fase, y solo hay una fase presente. Un supuesto importante aquí es la continuidad de las relaciones de propiedad.  Se necesita un análisis diferente para el cambio de fase. 
Cuando se obtiene un pequeño incremento de calor por un cuerpo calorimétrico, con pequeños incrementos,  {\displaystyle \delta V\ }de su volumen, y  {\displaystyle \delta T\ }de su temperatura, el incremento de calor,  {\displaystyle \delta Q\ }, obtenido por el cuerpo de material calorimétrico, está dado por 
{\displaystyle \delta Q\ =C_{T}^{(V)}(V,T)\,\delta V\,+\,C_{V}^{(T)}(V,T)\,\delta T}
donde 
{\displaystyle C_{T}^{(V)}(V,T)\ }denota el calor latente con respecto al volumen, del material calorimétrico a temperatura constante controlada   {\displaystyle T}. La presión del entorno sobre el material se ajusta por instrumentos para imponer un cambio de volumen elegido, con volumen inicial  {\displaystyle V\ }. Para determinar este calor latente, el cambio de volumen es efectivamente la cantidad con variación instrumental de forma independiente. Este calor latente no es uno de los más utilizados, pero es de interés teórico o conceptual.
{\displaystyle C_{V}^{(T)}(V,T)\ }denota la capacidad calorífica del material calorimétrico a un volumen constante fijo  {\displaystyle V\ }, mientras que la presión del material puede variar libremente, con la temperatura inicial   {\displaystyle T\ }. La temperatura es forzada a cambiar por la exposición a un baño de calor adecuado.  Es costumbre escribir  {\displaystyle C_{V}(V,T)\ }, o incluso más brevemente como  {\displaystyle C_{V}\ }. Este calor latente es uno de los dos más utilizados.
El calor latente con respecto al volumen es el calor requerido para el incremento de la unidad en volumen a temperatura constante. Se puede decir que se 'mide a lo largo de una isoterma', y la presión que ejerce el material puede variar libremente, de acuerdo con su ley constitutiva   {\displaystyle p=p(V,T)\ }.  Para un material dado, puede tener un signo positivo o negativo o, excepcionalmente, puede ser cero, y esto puede depender de la temperatura, como ocurre con el agua alrededor de 4 °C. El concepto de calor latente con respecto al volumen fue reconocido por primera vez por Joseph Black en 1762.  También se utiliza el término 'calor latente de expansión'.  El calor latente con respecto al volumen también puede denominarse 'energía latente con respecto al volumen'. Para todos estos usos de 'calor latente', una terminología más sistemática utiliza 'capacidad de calor latente'. 
La capacidad de calor a volumen constante es el calor requerido para el incremento de la unidad de temperatura a volumen constante. Se puede decir que se 'mide a lo largo de un isocor', y nuevamente, la presión que ejerce el material puede variar libremente. Siempre tiene un signo positivo.  Esto significa que para un aumento en la temperatura de un cuerpo sin cambio de su volumen, se le debe suministrar calor.  Esto es consistente con la experiencia común. 
Cantidades como  {\displaystyle \delta Q\ }a veces se llaman 'diferenciales de curva', porque se miden a lo largo de curvas en la superficie  {\displaystyle (V,T)\ }.

#### Teoría clásica para la calorimetría de volumen constante (isocórica)
La calorimetría de volumen constante es la calorimetría realizada a un volumen constante. Esto implica el uso de un calorímetro de volumen constante. El calor todavía se mide por el principio de calorimetría mencionado anteriormente. 
Esto significa que en un calorímetro construido adecuadamente, llamado calorímetro de bomba, el incremento de volumen  {\displaystyle \delta V\ }puede hacerse desaparecer,  {\displaystyle \delta V=0\ }. Para la calorimetría de volumen constante: 
{\displaystyle \delta Q=C_{V}\delta T\ }
donde 
{\displaystyle \delta T\ }denota el incremento de temperatura y
{\displaystyle C_{V}\ }denota la capacidad calorífica a volumen constante.

#### Cálculo de calor clásico con respecto a la presión.
De la regla anterior de cálculo de calor con respecto al volumen, sigue una con respecto a la presión.
En un proceso de pequeños incrementos,  {\displaystyle \delta p\ }de su presión, y  {\displaystyle \delta T\ }de su temperatura, el incremento de calor,  {\displaystyle \delta Q\ }, obtenido por el cuerpo de material calorimétrico, está dado por 
{\displaystyle \delta Q\ =C_{T}^{(p)}(p,T)\,\delta p\,+\,C_{p}^{(T)}(p,T)\,\delta T}
donde 
{\displaystyle C_{T}^{(p)}(p,T)\ }denota el calor latente con respecto a la presión, del material calorimétrico a temperatura constante, mientras que el volumen y la presión del cuerpo pueden variar libremente, a presión  {\displaystyle p\ }y temperatura  {\displaystyle T\ };
{\displaystyle C_{p}^{(T)}(p,T)\ }denota la capacidad de calor del material calorimétrico a presión constante, mientras que la temperatura y el volumen del cuerpo pueden variar libremente a presión  {\displaystyle p\ }y temperatura  {\displaystyle T\ }. Es costumbre escribir  {\displaystyle C_{p}^{(T)}(p,T)\ }simplemente como  {\displaystyle C_{p}(p,T)\ }, o incluso más brevemente como  {\displaystyle C_{p}\ }.
Las nuevas cantidades aquí están relacionadas con las anteriores:
{\displaystyle C_{T}^{(p)}(p,T)={\frac {C_{T}^{(V)}(V,T)}{\left.{\cfrac {\partial p}{\partial V}}\right|_{(V,T)}}}}
{\displaystyle C_{p}^{(T)}(p,T)=C_{V}^{(T)}(V,T)-C_{T}^{(V)}(V,T){\frac {\left.{\cfrac {\partial p}{\partial T}}\right|_{(V,T)}}{\left.{\cfrac {\partial p}{\partial V}}\right|_{(V,T)}}}}
donde 
{\displaystyle \left.{\frac {\partial p}{\partial V}}\right|_{(V,T)}} {\displaystyle \left.{\frac {\partial p}{\partial V}}\right|_{(V,T)}} denota la derivada parcial de  {\displaystyle p(V,T)\ }con respecto a  {\displaystyle V\ }evaluado para  {\displaystyle (V,T)\ }
y 
{\displaystyle \left.{\frac {\partial p}{\partial T}}\right|_{(V,T)}} {\displaystyle \left.{\frac {\partial p}{\partial T}}\right|_{(V,T)}} denota la derivada parcial de  {\displaystyle p(V,T)\ }con respecto a  {\displaystyle T\ }evaluado para  {\displaystyle (V,T)\ }.
Los calores latentes   {\displaystyle C_{T}^{(V)}(V,T)\ } y   {\displaystyle C_{T}^{(p)}(p,T)\ }siempre son de signo opuesto.
Es común referirse a la relación de calores específicos como 
{\displaystyle \gamma (V,T)={\frac {C_{p}^{(T)}(p,T)}{C_{V}^{(T)}(V,T)}}}a menudo sólo se escribe como   {\displaystyle \gamma ={\frac {C_{p}}{C_{V}}}}.

### Calorimetría a través del cambio de fase, la ecuación de estado muestra una discontinuidad de salto
Un calorímetro temprano fue el usado por Laplace y Lavoisier, como se muestra en la figura de arriba. Funcionó a temperatura constante, ya presión atmosférica. El calor latente involucrado no era un calor latente con respecto al volumen o con respecto a la presión, como en la cuenta anterior para la calorimetría sin cambio de fase. El calor latente involucrado en este calorímetro fue con respecto al cambio de fase, que ocurre naturalmente a temperatura constante. Este tipo de calorímetro funcionó midiendo la masa de agua producida por la fusión del hielo, que es un cambio de fase. 

### Acumulación de calefacción
Para un proceso de calentamiento del material calorimétrico dependiente del tiempo, definido por una progresión conjunta continua  {\displaystyle P(t_{1},t_{2})\ }de   {\displaystyle V(t)\ }y   {\displaystyle T(t)\ }empezando por el tiempo  {\displaystyle t_{1}\ }y terminando en el tiempo   {\displaystyle t_{2}\ }, se puede calcular una cantidad acumulada de calor entregado,  {\displaystyle \Delta Q(P(t_{1},t_{2}))\,}. Este cálculo se realiza mediante integración matemática a lo largo de la progresión con respecto al tiempo.  Esto se debe a que los incrementos de calor son "aditivos"; pero esto no significa que el calor sea una cantidad conservadora.  La idea de que el calor era una cantidad conservadora fue inventada por Lavoisier, y se llama " teoría calórica"; a mediados del siglo XIX fue reconocida como errónea. Escrito con el símbolo  {\displaystyle \Delta \ } la cantidad  {\displaystyle \Delta Q(P(t_{1},t_{2}))\,}no está restringido en absoluto para ser un incremento con valores muy pequeños; esto está en contraste con    {\displaystyle \delta Q\ }. 
Se puede escribir 
{\displaystyle \Delta Q(P(t_{1},t_{2}))\ }
{\displaystyle =\int _{P(t_{1},t_{2})}{\dot {Q}}(t)dt}
{\displaystyle =\int _{P(t_{1},t_{2})}C_{T}^{(V)}(V,T)\,{\dot {V}}(t)\,dt\,+\,\int _{P(t_{1},t_{2})}C_{V}^{(T)}(V,T)\,{\dot {T}}(t)\,dt}.

### Aspectos matemáticos de las reglas anteriores
El uso de cantidades 'muy pequeñas' tales como   {\displaystyle \delta Q\ }está relacionado con el requerimiento físico de la cantidad   {\displaystyle p(V,T)\ }ser 'rápidamente determinado' por   {\displaystyle V\ }y   {\displaystyle T\ }; tal "determinación rápida" se refiere a un proceso físico. Estas cantidades "muy pequeñas" se utilizan en el enfoque de Leibniz para el cálculo infinitesimal. El enfoque de Newton utiliza en cambio ' fluxiones ' como  {\displaystyle {\dot {V}}(t)=\left.{\frac {dV}{dt}}\right|_{t}}, lo que hace más obvio que  {\displaystyle p(V,T)\ }debe ser 'rápidamente determinado'. 
En términos de flujos, la primera regla de cálculo anterior se puede escribir
{\displaystyle {\dot {Q}}(t)\ =C_{T}^{(V)}(V,T)\,{\dot {V}}(t)\,+\,C_{V}^{(T)}(V,T)\,{\dot {T}}(t)}
donde 
{\displaystyle t\ } denota el tiempo
{\displaystyle {\dot {Q}}(t)\ } denota la tasa de tiempo de calentamiento del material calorimétrico en el momento {\displaystyle t\ }
{\displaystyle {\dot {V}}(t)\ } denota la tasa de tiempo de cambio de volumen del material calorimétrico en el tiempo {\displaystyle t\ }
{\displaystyle {\dot {T}}(t)\ } denota la tasa de tiempo de cambio de temperatura del material calorimétrico.
El incremento  {\displaystyle \delta Q\ }y la fluxión {\displaystyle {\dot {Q}}(t)\ }se obtienen por un tiempo particular  {\displaystyle t\ }que determina los valores de las cantidades en el lado derecho de las reglas anteriores.  Pero esto no es una razón para esperar que exista una función matemática {\displaystyle Q(V,T)\ }. Por esta razón, el incremento  {\displaystyle \delta Q\ }se dice que es un "diferencial imperfecto" o un "diferencial inexacto".  Algunos libros lo indican por escrito  {\displaystyle q\ }en lugar de  {\displaystyle \delta Q\ }. Además, la notación {\displaystyle \delta Q\ }se usa en algunos libros. El descuido sobre esto puede llevar al error.
La cantidad  {\displaystyle \Delta Q(P(t_{1},t_{2}))\ }correctamente se dice que es un funcional de la progresión conjunta continua  {\displaystyle P(t_{1},t_{2})\ }de  {\displaystyle V(t)\ }y   {\displaystyle T(t)\ }, pero, en la definición matemática de una función,  {\displaystyle \Delta Q(P(t_{1},t_{2}))\ }no es una función de  {\displaystyle (V,T)\ }. Aunque la fluxión   {\displaystyle {\dot {Q}}(t)\ }se define aquí como una función del tiempo   {\displaystyle t\ }los símbolos  {\displaystyle Q\ }y  {\displaystyle Q(V,T)\ }respectivamente, por sí solos no se definen aquí. 

### Ámbito físico de las normas de calorimetría anteriores
Las reglas anteriores se refieren únicamente a materiales calorimétricos adecuados. Los términos 'rápidamente' y 'muy pequeño' requieren una verificación física empírica del dominio de validez de las reglas anteriores. 
Las reglas anteriores para el cálculo del calor pertenecen a la calorimetría pura. No hacen referencia a la termodinámica, y se entendieron principalmente antes del advenimiento de la termodinámica. Son la base de la contribución 'termo' a la termodinámica. La contribución de la 'dinámica' se basa en la idea de trabajo, que no se utiliza en las reglas de cálculo anteriores. 

## Coeficientes medidos experimentalmente
Empíricamente, es conveniente medir las propiedades de los materiales calorimétricos en condiciones experimentalmente controladas. 

### Aumento de presión a volumen constante
Para mediciones a volumen controlado experimentalmente, se puede usar el supuesto, mencionado anteriormente, de que la presión del cuerpo del material calorimétrico se puede expresar en función de su volumen y temperatura. 
Para la medición a un volumen constante controlado experimentalmente, el coeficiente isocórico de aumento de presión con la temperatura se define por 
{\displaystyle \alpha _{V}(V,T)\ ={\frac {\left.{\cfrac {\partial p}{\partial V}}\right|_{(V,T)}}{p(V,T)}}}.

### Expansión a presión constante
Para mediciones a presión controlada experimentalmente, se asume que el volumen  {\displaystyle V\ }del cuerpo del material calorimétrico se puede expresar como una función  {\displaystyle V(T,p)\ }de su temperatura   {\displaystyle T\ }y presión   {\displaystyle p\ }. Esta suposición está relacionada con, pero no es lo mismo, la suposición utilizada anteriormente de que la presión del cuerpo del material calorimétrico se conoce como una función de su volumen y temperatura; el comportamiento anómalo de los materiales puede afectar esta relación. 
La cantidad que se mide convenientemente a una presión constante controlada experimentalmente, el coeficiente de expansión del volumen isobárico, se define por 
{\displaystyle \beta _{p}(T,p)\ ={\frac {\left.{\cfrac {\partial V}{\partial T}}\right|_{(T,p)}}{V(T,p)}}}.

### Compresibilidad a temperatura constante
Para mediciones a temperatura controlada experimentalmente, nuevamente se asume que el volumen  {\displaystyle V\ }del cuerpo del material calorimétrico se puede expresar como una función  {\displaystyle V(T,p)\ }de su temperatura  {\displaystyle T\ }y presión  {\displaystyle p\ }, con las mismas condiciones mencionadas anteriormente. 
La cantidad que se mide convenientemente a una temperatura constante controlada experimentalmente, la compresibilidad isotérmica, se define por 
{\displaystyle \kappa _{T}(T,p)\ =-{\frac {\left.{\cfrac {\partial V}{\partial p}}\right|_{(T,p)}}{V(T,p)}}}.

## Relación entre las cantidades calorimétricas clásicas
Suponiendo que la regla  {\displaystyle p=p(V,T)\ }se sabe, se puede derivar la función de  {\displaystyle {\frac {\partial p}{\partial T}}\ }que se usa arriba en el cálculo de calor clásico con respecto a la presión.  Esta función se puede encontrar experimentalmente a partir de los coeficientes  {\displaystyle \beta _{p}(T,p)\ }y  {\displaystyle \kappa _{T}(T,p)\ }a través de la relación matemáticamente deducible 
{\displaystyle {\frac {\partial p}{\partial T}}={\frac {\beta _{p}(T,p)}{\kappa _{T}(T,p)}}}.

## Conexión entre calorimetría y termodinámica
La termodinámica se desarrolló gradualmente durante la primera mitad del siglo XIX, basándose en la teoría anterior de la calorimetría que se había desarrollado antes y en otros descubrimientos. Según Gislason y Craig (2005): "La mayoría de los datos termodinámicos provienen de la calorimetría..."  Según Kondepudi (2008): "La calorimetría se usa ampliamente en los laboratorios actuales".
En cuanto a la termodinámica, la energía interna {\displaystyle U(V,T)\ }de  {\displaystyle (V,T)\ }, con derivadas parciales  {\displaystyle {\frac {\partial U}{\partial V}}\ }y   {\displaystyle {\frac {\partial U}{\partial T}}\ }. 
Luego se puede mostrar que se puede escribir una versión termodinámica de las reglas calorimétricas anteriores: 
{\displaystyle \delta Q\ =\left[p(V,T)\,+\,\left.{\frac {\partial U}{\partial V}}\right|_{(V,T)}\right]\,\delta V\,+\,\left.{\frac {\partial U}{\partial T}}\right|_{(V,T)}\,\delta T}
con 
{\displaystyle C_{T}^{(V)}(V,T)=p(V,T)\,+\,\left.{\frac {\partial U}{\partial V}}\right|_{(V,T)}\ }
y 
{\displaystyle C_{V}^{(T)}(V,T)=\left.{\frac {\partial U}{\partial T}}\right|_{(V,T)}\ } .
De nuevo, más allá en términos de termodinámica, la energía interna {\displaystyle U\ }el material calorimétrico puede a veces, dependiendo del material calorimétrico, ser considerado como el valor de una función  {\displaystyle (p,T)\ }, con derivadas parciales  {\displaystyle {\frac {\partial U}{\partial p}}\ }y   {\displaystyle {\frac {\partial U}{\partial T}}\ }, y con  {\displaystyle V(p,T)\ }de  {\displaystyle (p,T)\ }, con derivadas parciales   {\displaystyle {\frac {\partial V}{\partial p}}\ }y   {\displaystyle {\frac {\partial V}{\partial T}}\ }. 
Luego, según Adkins (1975), se puede mostrar que se puede escribir una versión termodinámica adicional de las reglas calorimétricas anteriores: 
{\displaystyle \delta Q\ =\left[\left.{\frac {\partial U}{\partial p}}\right|_{(p,T)}\,+\,p\left.{\frac {\partial V}{\partial p}}\right|_{(p,T)}\right]\delta p\,+\,\left[\left.{\frac {\partial U}{\partial T}}\right|_{(p,T)}\,+\,p\left.{\frac {\partial V}{\partial T}}\right|_{(p,T)}\right]\delta T}
y 
{\displaystyle C_{p}^{(T)}(p,T)=\left.{\frac {\partial U}{\partial T}}\right|_{(p,T)}\,+\,p\left.{\frac {\partial V}{\partial T}}\right|_{(p,T)}\ } .
Más allá del hecho calorimétrico señalado anteriormente, el calor latente  {\displaystyle C_{T}^{(V)}(V,T)\ }y  {\displaystyle C_{T}^{(p)}(p,T)\ }son siempre de signo opuesto, se puede mostrar, usando el concepto termodinámico de trabajo, que también 
{\displaystyle C_{T}^{(V)}(V,T)\,\left.{\frac {\partial p}{\partial T}}\right|_{(V,T)}\geq 0\,.}

## Interés especial de la termodinámica en la calorimetría: los segmentos isotérmicos de un ciclo de Carnot
La calorimetría tiene un beneficio especial para la termodinámica. Le informa sobre el calor absorbido o emitido en el segmento isotérmico de un ciclo de Carnot. 
Un ciclo de Carnot es un tipo especial de proceso cíclico que afecta a un cuerpo compuesto de material adecuado para su uso en un motor térmico.  Tal material es del tipo considerado en calorimetría, como se señaló anteriormente, que ejerce una presión que se determina muy rápidamente solo por la temperatura y el volumen.  Se dice que tal cuerpo cambia reversiblemente. Un ciclo de Carnot consta de cuatro etapas o segmentos sucesivos: 
(1) un cambio en el volumen de un volumen  {\displaystyle V_{a}\ }a un volumen  {\displaystyle V_{b}\ }a temperatura constante   {\displaystyle T^{+}\ }para incurrir en un flujo de calor en el cuerpo (conocido como un cambio isotérmico) 
(2) un cambio en el volumen de  {\displaystyle V_{b}\ }a un volumen   {\displaystyle V_{c}\ }a una temperatura variable tal como para no incurrir en ningún flujo de calor (conocido como un cambio adiabático) 
(3) otro cambio isotérmico en el volumen de  {\displaystyle V_{c}\ }a un volumen  {\displaystyle V_{d}\ }a temperatura constante   {\displaystyle T^{-}\ } como para incurrir en un flujo o calor fuera del cuerpo y simplemente para prepararse con precisión para el siguiente cambio(4) otro cambio adiabático de volumen de  {\displaystyle V_{d}\ }de regreso  {\displaystyle V_{a}\ } justo como para devolver el cuerpo a su temperatura inicial   {\displaystyle T^{+}\ }.
En el segmento isotérmico (1), el calor que fluye hacia el cuerpo viene dado por 
   {\displaystyle \Delta Q(V_{a},V_{b};T^{+})\,=\,\,\,\,\,\,\,\,\int _{V_{a}}^{V_{b}}C_{T}^{(V)}(V,T^{+})\,dV\ }
y en el segmento isotérmico (3) el calor que fluye fuera del cuerpo viene dado por 
{\displaystyle -\Delta Q(V_{c},V_{d};T^{-})\,=\,-\int _{V_{c}}^{V_{d}}C_{T}^{(V)}(V,T^{-})\,dV\ }.
Debido a que los segmentos (2) y (4) son adiabáticos, no fluye calor hacia dentro o fuera del cuerpo durante ellos, y en consecuencia, el calor neto suministrado al cuerpo durante el ciclo viene dado por 
{\displaystyle \Delta Q(V_{a},V_{b};T^{+};V_{c},V_{d};T^{-})\,=\,\Delta Q(V_{a},V_{b};T^{+})\,+\,\Delta Q(V_{c},V_{d};T^{-})\,=\,\int _{V_{a}}^{V_{b}}C_{T}^{(V)}(V,T^{+})\,dV\,+\,\int _{V_{c}}^{V_{d}}C_{T}^{(V)}(V,T^{-})\,dV\ }.
Esta cantidad es utilizada por la termodinámica y se relaciona de manera especial con el trabajo neto realizado por el cuerpo durante el ciclo de Carnot. El cambio neto de la energía interna del cuerpo durante el ciclo de Carnot, {\displaystyle \Delta U(V_{a},V_{b};T^{+};V_{c},V_{d};T^{-})\ }, es igual a cero, porque el material del cuerpo de trabajo tiene las propiedades especiales mencionadas anteriormente.

## Interés especial de la calorimetría en la termodinámica: relaciones entre las cantidades calorimétricas clásicas

### Relación del calor latente con respecto al volumen y la ecuación de estado
La cantidad   {\displaystyle C_{T}^{(V)}(V,T)\ }, el calor latente con respecto al volumen, pertenece a la calorimetría clásica. Cuenta la ocurrencia de la transferencia de energía por trabajo en un proceso en el que el calor también se transfiere; la cantidad, sin embargo, se consideró antes de que la relación entre el calor y las transferencias de trabajo se aclarara por la invención de la termodinámica. A la luz de la termodinámica, se revela que la cantidad calorimétrica clásica está estrechamente vinculada a la ecuación de estado del material calorimétrico  {\displaystyle p=p(V,T)\ }. Siempre que la temperatura  {\displaystyle T\,} se mide en la escala termodinámica absoluta, la relación se expresa en la fórmula
{\displaystyle C_{T}^{(V)}(V,T)=T\left.{\frac {\partial p}{\partial T}}\right|_{(V,T)}\ }.

### Diferencia de calores específicos
La termodinámica avanzada proporciona la relación. 
{\displaystyle C_{p}(p,T)-C_{V}(V,T)=\left[p(V,T)\,+\,\left.{\frac {\partial U}{\partial V}}\right|_{(V,T)}\right]\,\left.{\frac {\partial V}{\partial T}}\right|_{(p,T)}}.
A partir de esto, un razonamiento matemático y termodinámico adicional conduce a otra relación entre las cantidades calorimétricas clásicas. La diferencia de calores específicos está dada por 
{\displaystyle C_{p}(p,T)-C_{V}(V,T)={\frac {TV\,\beta _{p}^{2}(T,p)}{\kappa _{T}(T,p)}}}.

## Calorimetría práctica de volumen constante (bomba calorimétrica) para estudios termodinámicos
La calorimetría de volumen constante es la calorimetría realizada a un volumen constante. Esto implica el uso de un calorímetro de volumen constante. 
No se realiza trabajo en calorimetría de volumen constante, por lo que el calor medido es igual al cambio en la energía interna del sistema. Se supone que la capacidad de calor a volumen constante es independiente de la temperatura. 
El calor se mide por el principio de calorimetría. 
{\displaystyle q=C_{V}\Delta T=\Delta U\,,}
donde 
ΔU es el cambio en la energía interna,
ΔT es el cambio de temperatura y
CV es la capacidad calorífica a volumen constante.
En calorimetría de volumen constante, la presión no se mantiene constante.  Si hay una diferencia de presión entre los estados inicial y final, el calor medido debe ajustarse para proporcionar el cambio de entalpía. Entonces se tiene 
{\displaystyle \Delta H=\Delta U+\Delta (PV)=\Delta U+V\Delta P\,,}
donde 
Δ H es el cambio en la entalpía y
V es el volumen invariable de la cámara de muestras.

## Libros
- Adkins, C.J. (1975). Equilibrium Thermodynamics, second edition, McGraw-Hill, London, ISBN 0-07-084057-1.
- Bailyn, M. (1994). A Survey of Thermodynamics, American Institute of Physics, New York, ISBN 0-88318-797-3.
- Bryan, G.H. (1907). Thermodynamics. An Introductory Treatise dealing mainly with First Principles and their Direct Applications, B.G. Tuebner, Leipzig.
- Callen, H.B. (1960/1985). Thermodynamics and an Introduction to Thermostatistics, second edition, Wiley, New York, ISBN 981-253-185-8.
- Crawford, F.H. (1963). Heat, Thermodynamics, and Statistical Physics, Rupert Hart-Davis, London, Harcourt, Brace, & World.
- Guggenheim, E.A. (1949/1967). Thermodynamics. An Advanced Treatment for Chemists and Physicists, North-Holland, Ámsterdam.
- Iribarne, J.V., Godson, W.L. (1973/1981), Atmospheric Thermodynamics, second edition, D. Reidel, Kluwer Academic Publishers, Dordrecht, ISBN 90-277-1296-4.
- Kondepudi, D. (2008). Introduction to Modern Thermodynamics, Wiley, Chichester, ISBN 978-0-470-01598-8.
- Landsberg, P.T. (1978). Thermodynamics and Statistical Mechanics, Oxford University Press, Oxford, ISBN 0-19-851142-6.
- Lewis, G.N., Randall, M. (1923/1961). Thermodynamics, second edition revised by K.S Pitzer, L. Brewer, McGraw-Hill, New York.
- Maxwell, J.C. (1872). Theory of Heat, third edition, Longmans, Green, and Co., London.
- Partington, J.R. (1949). An Advanced Treatise on Physical Chemistry, Volume 1, Fundamental Principles. The Properties of Gases, Longmans, Green, and Co., London.
- Planck, M. (1923/1926). Treatise on Thermodynamics, third English edition translated by A. Ogg from the seventh German edition, Longmans, Green & Co., London.
- Truesdell, C., Bharatha, S. (1977). The Concepts and Logic of Classical Thermodynamics as a Theory of Heat Engines, Rigorously Constructed upon the Foundation Laid by S. Carnot and F. Reech, Springer, New York, ISBN 0-387-07971-8.